# Wleński Gródek
Wleński Gródek – część wsi Łupki w Polsce położona w województwie dolnośląskim, w powiecie lwóweckim, w gminie Wleń.

## Położenie
Część wsi Łupki, powstałej z połączenia trzech osad: Łupki-Zamek (d. Wleński Gródek), położonej na Górze Zamkowej (360 m n.p.m.) oraz Łupki I i Łupki II, położonych w dolinie potoku Jamnej. Wleński Gródek położony jest na wysokości około 320–360 m n.p.m.

## Podział administracyjny
W latach 1975–1998 miejscowość położona była w województwie jeleniogórskim.

## Zabytki
Do wojewódzkiego rejestru zabytków wpisane są:
- „Wleński Gródek”, z XIII-XV w.:
  - kościół św. Jadwigi Śląskiej we Wleńskim Gródku, filialny, wzmiankowany w 1346 r. wybudowany na podgrodziu w miejscu kaplicy grodowej z XII w.
  - zamek Wleń, w ruinie, składający się z zamku górnego, średniego i dolnego, przy którym powstała osada Wleński Gródek[6]
- zespół pałacowy:
  - pałac, wybudowany na podzamczu w XVII w.; obiekt ten ufundowany przez Adama Koulhasa w latach 1653-1662 prezentuje styl barokowy który to z kolei zawdzięcza przebudowie dokonanej w XVIII wieku przez Grunfelda. Na uwagę zasługują znajdujące się wewnątrz freski z XVII wieku, kamienna klatka schodowa. Nad wejściem do obiektu znajdują się herby rodowe właścicieli
  - pawilon ogrodowy, z początku XVIII w.
  - gołębnik, z końca XVIII w.
  - park, z XVIII w.